# Abbans-Dessus
 Abbans-Dessus  es una población y comuna francesa, en la Región de Borgoña-Franco Condado, departamento de Doubs, en el distrito de Besançon y cantón de Saint-Vit.

## Demografía
| Gráfica de evolución demográfica de Abbans-Dessus entre 2006 y 2019 |
|                                                                     |

Fuentes: INSEE.

## Políticos
Elecciones Presidential Segunda Vuelta:
| Elección | Elección | Candidato Ganador | Partido | %     |
| -------- | -------- | ----------------- | ------- | ----- |
|          | 2022     | Emmanuel Macron   | LREM    | 61,31 |
|          | 2017     | Emmanuel Macron   | EM      | 67,53 |
|          | 2012     | François Hollande | PS      | 58,69 |
|          | 2007     | Ségolène Royal    | PS      | 55,34 |
|          | 2002     | Jacques Chirac    | RPR     | 83,67 |

## Lugares de interés
- Castillo de Abbans o de Jouffroy-d'Abbans, románico del siglo XII

## Personalidades relacionadas con la comuna
- Jouffroy d'Abbans, ingeniero inventor del barco de vapor.